# (222) Lucia
(222) Lucia ist ein Asteroid des äußeren Hauptgürtels, der am 9. Februar 1882 vom österreichischen Astronomen Johann Palisa an der Universitätssternwarte Wien entdeckt wurde.
Der Asteroid wurde vermutlich benannt nach der jüngsten Tochter des österreichischen Polarforschers Johann Nepomuk Wilczek (1837–1922), der die Vorerkundungen der österreichisch-ungarischen Arktisexpedition 1872–1874 und der österreichischen Polarexpedition nach Jan Mayen im Rahmen des Ersten Internationalen Polarjahres 1882–1883 förderte und daran teilnahm.
Aufgrund der Bahneigenschaften wird (222) Lucia zur Themis-Familie gezählt.

## Wissenschaftliche Auswertung
Aus Ergebnissen der IRAS Minor Planet Survey (IMPS) wurden 1992 Angaben zu Durchmesser und Albedo für zahlreiche Asteroiden abgeleitet, darunter auch (222) Lucia, für die damals Werte von 54,7 km bzw. 0,13 erhalten wurden. Mit dem Ziel, Zusammensetzung und Oberfläche von Asteroiden der Themis-Familie näher einzugrenzen, wurde auch (222) Lucia am 9. Dezember 2008 mit dem Spitzer-Weltraumteleskop im mittleren Infrarot beobachtet. Aus den Messdaten wurde ein mittlerer Durchmesser von 59,8 km und eine Albedo im sichtbaren Bereich von 0,11 abgeleitet. Eine Auswertung von Beobachtungen durch das Projekt NEOWISE im nahen Infrarot führte 2011 zu vorläufigen Werten für den Durchmesser und die Albedo im sichtbaren Bereich von 56,5 km bzw. 0,12. Nach neuen Messungen mit NEOWISE wurden die Werte 2014 auf 55,4 km bzw. 0,13 korrigiert.
Photometrische Messungen des Asteroiden fanden erstmals statt am 17. April 1999 am Palmer Divide Observatory in Colorado. Aus der aufgezeichneten Lichtkurve konnte nur eine etwas ungenaue Rotationsperiode von 7,6 h abgeleitet werden. Dieses Ergebnis wurde aber erst 2010 veröffentlicht und bereits zwei Jahre zuvor war eine weitere Beobachtung am 29. und 30. Dezember 2008 am Santana Observatory in Kalifornien erfolgt. Hier konnte ein verbesserter Wert von 7,80 h bestimmt werden. Am 16. Juni 2010 fand auch eine photometrische Messung von (222) Lucia durch NEOWISE statt.

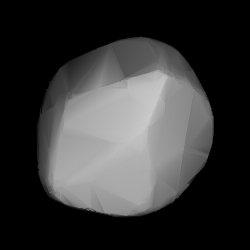
Berechnetes 3D-Modell von (222) Lucia

Aus den archivierten photometrischen Daten des United States Naval Observatory (USNO) und der Catalina Sky Survey in Arizona aus den Jahren 1999 bis 2010 wurde dann in einer Untersuchung von 2013 ein Gestaltmodell des Asteroiden für zwei alternative Positionen der Rotationsachse mit prograder Rotation und eine Rotationsperiode von 7,8367 h bestimmt. Um ein neues Berechnungsverfahren an einem Asteroiden mit bekannten Daten zu testen, erfolgten vom 23. März bis 14. Mai 2016 vor der Opposition und dann noch einmal vom 14. Juni bis 7. Juli 2016 nach der Opposition photometrische Beobachtungen von (222) Lucia am Lowell-Observatorium in Arizona und am Observatorio del Teide auf Teneriffa. Es wurden daraus Rotationsperioden von 7,8371 bzw. 7,8378 h abgeleitet und wie erwartet passten die Messungen gut zu dem 2013 berechneten Modell und seinen Rotationsachsen.
Aus den photometrischen Daten von 1999, 2008 und 2016 wurde in einer Untersuchung von 2018 eine eindeutige Position der Rotationsachse mit prograder Rotation und einer Periode von 7,83668 h abgeleitet. Unter zusätzlicher Verwendung der Daten von 2010 ergab sich eine etwas stärker von den Ergebnissen aus 2013 abweichende Rotationsachse und eine Periode von 7,83669 h.
Zwischen 2012 und 2018 wurden mit der All-Sky Automated Survey for Supernovae (ASAS-SN) auch photometrische Daten von 20.000 Asteroiden aufgezeichnet. Auf mehr als 5000 davon konnte erfolgreich die Methode der konvexen Inversion angewendet werden, darunter auch (222) Lucia, für die in einer Untersuchung von 2021 ein verbessertes dreidimensionales Gestaltmodell für zwei alternative Rotationsachsen mit prograder Rotation und einer Periode von 7,8367 h berechnet wurde. Aus archivierten Daten des Asteroid Terrestrial-impact Last Alert System (ATLAS) aus dem Zeitraum 2015 bis 2018 konnte in einer Untersuchung von 2022 mit der Methode der konvexen Inversion eine Rotationsperiode von 7,83675 h berechnet werden.
Neue Beobachtungen vom 7. September bis 3. Oktober 2023 am Observatorio Polop in Spanien durch die Mitglieder der Asociación Valenciana de Astronomía (AVA) führten zu einer Rotationsperiode von 7,837 h. Nachdem in die Auswertung zusätzlich archivierte Daten der Catalina Sky Survey, des Palomar-Observatoriums, des USNO sowie von ATLAS und LONEOS aus dem Zeitraum 1998 bis 2022 aufgenommen wurden, ergab sich eine Periode von 7,83669 h.